# Sotillo del Rincón
Sotillo del Rincón es un municipio y localidad española de la provincia de Soria, en la comunidad autónoma de Castilla y León. El término municipal, ubicado en la comarca de El Valle y La Vega Cintora, tiene una población de 175 habitantes (INE 2024) e incluye también los núcleos de Aldehuela del Rincón y Molinos de Razón.

## Geografía

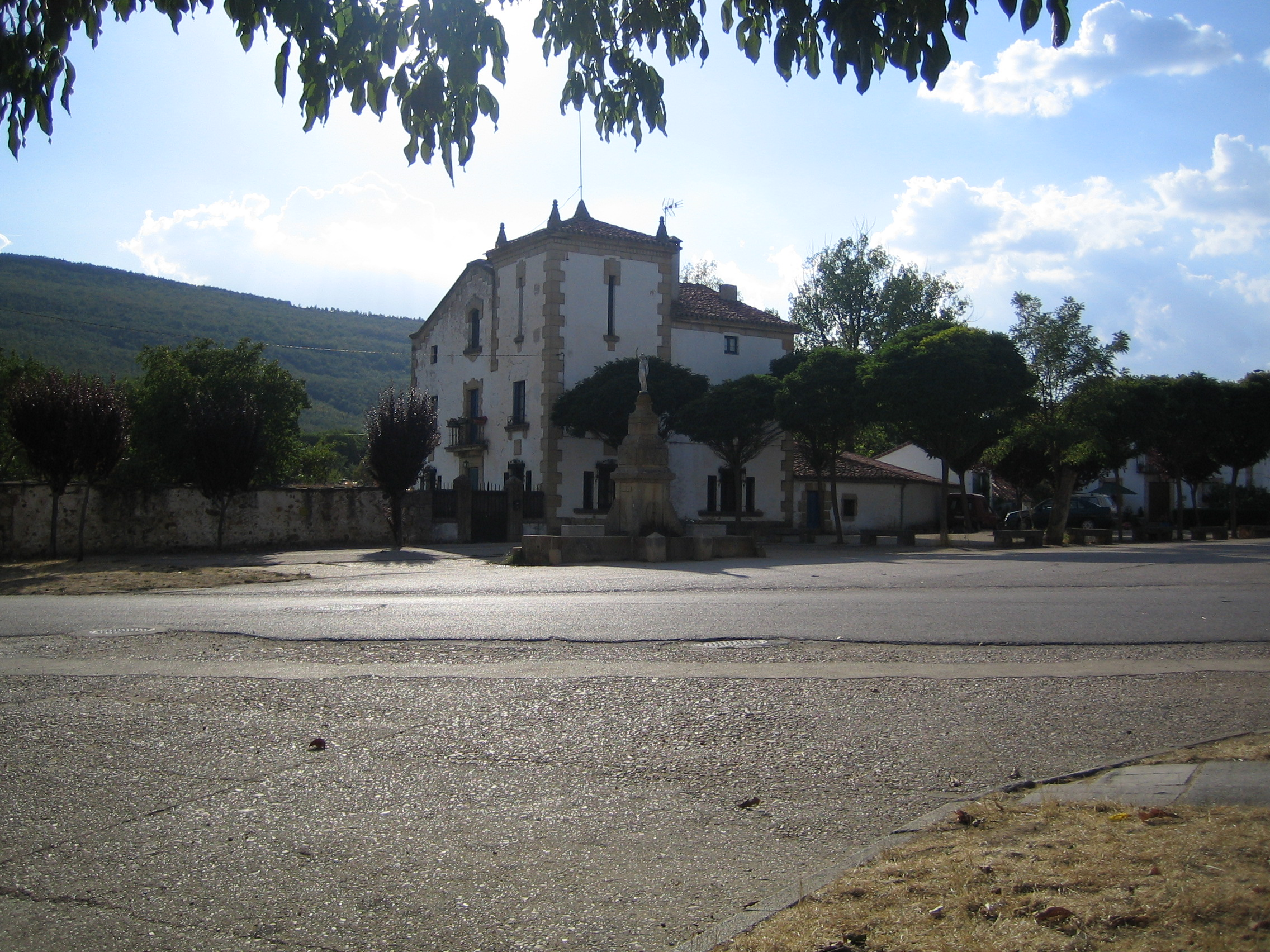
Plaza de la Lastra

Esta pequeña población de la comarca de El Valle y La Vega Cintora está ubicada en el norte de la provincia de Soria, bañada por el río Razón en la vertiente atlántica y afluente del Duero, en el rincón formado entre Sierra Cebollera y sierra de Carcaña. Forma parte del partido judicial de Soria.
La localidad está situada en la carretera autonómica SO-280, de donde parte la provincial SO-P-6114 que lleva en dirección norte a Molinos de Razón y en dirección sur a Aldehuela del Rincón.
Desde el punto de vista jerárquico de la Iglesia católica forma parte de la diócesis de Osma la cual, a su vez, pertenece a la archidiócesis de Burgos.
En su término e incluidos en la Red Natura 2000 los siguientes lugares:
- Lugar de Interés Comunitario conocido como Sierras de Urbión y Cebollera ocupando 6048 hectáreas, la totalidad de su término.[2]
- Zona Especial Protección de Aves conocida como sierra de Urbión ocupando 5211 hectáreas, el 86 % de su término.[3]

## Historia
El Censo de Pecheros de 1528, en el que no se contaban eclesiásticos, hidalgos y nobles, registraba la existencia de 46 pecheros, es decir unidades familiares que pagaban impuestos. En el documento original figura la localidad como Sotillo y las Casillas.
A la caída del Antiguo Régimen la localidad se constituye en municipio constitucional, entonces conocido como El Sotillo en la región de Castilla la Vieja, partido de Soria que en el censo de 1842 contaba con 90 hogares y 370 vecinos. Hacia mediados del siglo XIX, el lugar tenía unas 95 casas. Aparece descrito en el decimocuarto volumen del Diccionario geográfico-estadístico-histórico de España y sus posesiones de Ultramar de Pascual Madoz de la siguiente manera:

SOTILLO DEL RINCON: l. con ayunt. en la prov. y part. jud. de Soria (4 leg.), aud. terr. y c. g. de Burgos (15), dióc. de Osma (10). sit. á la márg. der. del r. Razon, libre á la influencia de los vientos; goza de clima sano. Tiene 95 casas; la consistorial; escuela de instruccion primaria comun á ambos sexos, dotada con 670 rs.; una igl. parr. de primer ascenso (la Natividad de Ntra. Sra.) servida por un cura y un sacristan. Confina el térm. con los de Molinos, Valdeavellano y La Aldehuela; dentro de él se encuentran 3 ermitas y varios manantiales. El terreno, fertilizado en parte por el rio Razon, es de regular calidad; comprende un monte poblado de hayas y roble y varios prados naturales. caminos: los locales, en mediano estado. correo: se recibe y despacha en la cab. del part. prod.: trigo comun, centeno, cebada, avena, algunas legumbres y pastos, con los que se mantiene ganado lanar, vacuno y mular. pobl.: 90 vec., 370 alm. cap. imp.: 29,583 rs. 30 mrs.
(Madoz, 1849, p. 512)

A mediados del siglo XIX crece el término del municipio porque incorpora a Molinos de Razón. Durante este periodo el nombre cambia de Sotillo a Sotillo del Rincón.
El 1 de junio de 1970 crece el término del municipio porque incorpora a Aldehuela del Rincón.

## Demografía
Cuenta con una población de 175 habitantes (INE 2024).
| Gráfica de evolución demográfica de Sotillo del Rincón entre 1842 y 2021 |
| |
| Población de derecho según los censos de población del INE Población de hecho según los censos de población del INEEn este censo se denominaba El Sotillo: 1842 Entre el censo de 1857 y el anterior, crece el término del municipio porque incorpora a 425065 (Molinos de Razón) Entre el censo de 1970 y el anterior, crece el término del municipio porque incorpora a 42510 (Aldehuela del Rincón) |

### Población por núcleos
| Núcleos              | Habitantes (2000) | Habitantes (2010) |
| -------------------- | ----------------- | ----------------- |
| Sotillo del Rincón   | 168               | 136               |
| Aldehuela del Rincón | 32                | 33                |
| Molinos de Razón     | 30                | 37                |